# 하프 (프로게이머)
하프(본명: 이지융, 2001년 6월 3일 ~ )는 대한민국의 리그 오브 레전드 프로게이머이다. 아이디는 Harp이며 포지션은 서포터이다. 현재 데토네이션 포커스미 소속이다.

## 선수 생활
2020년 2월, 서라벌 게이밍에 입단하면서 프로 커리어를 시작했다. 스프링 시즌에서는 서브 선수로 활동했다. 서머 시즌을 앞두고 팀의 노바가 퇴단하면서 팀의 주전 서포터로 자리매김했다. 서머 시즌에서는 좋은 모습을 보여주었으며 시즌 종료 이후 챌린저스 서드팀에 선정되었다.
2021시즌을 앞두고 KT 롤스터의 2군팀에 입단했다. 서머 시즌을 앞두고 1군으로 콜업되었다. 서머 시즌에서는 쭈스와 주전경쟁을 하면서 간간히 출전을 기록했다.
2022시즌을 앞두고 데토네이션 포커스미에 입단했다.

## 소속팀
| # | 팀명                | 소속 기간               | 소속 리그 | 비고 |
| - | ------------------- | ----------------------- | --------- | ---- |
| 1 | 서라벌 게이밍       | 2020.02.03 ~ 2020.09.23 | CK        |      |
| 2 | KT 롤스터           | 2021.01.12 ~ 2021.12.25 | LCK       |      |
| 3 | 데토네이션 포커스미 | 2021.12.25 ~            | LJL       |      |